# غوتشا! ذا سبورت!
غوتشا! ذا سبورت! (بالإنجليزية: Gotcha! The Sport!)‏ ، هي لعبة إلكترونية من نوع التصويب ، أنتجت عام 1987م.

## طريقة اللعبة
يقوم لاعب بحمل لعبة مسدس من نوع زيبر إن إي إس التابع لنظام نينتندو إنترتينمنت سيستم ، ويقوم بتصويب للخصوم ، وفي حال تم استهدف الخصم يقوم بالإستسلام ويجبر نفسه بأن ينسحب من الميدان .

## وصلة خارجية
- The Gotcha! The Game! FAQ
- The paintball guns at VirtualToyChest.com